# شانتال آختربرگ
شانتال آختربرگ (هلندی: Chantal Achterberg؛ زادهٔ ۱۶ آوریل ۱۹۸۵) قایقران روئینگ اهل هلند است.